# Fluorek złota(III)
Fluorek złota(III), AuF
3 – nieorganiczny związek chemiczny z grupy fluorków, w którym złoto występuje na III stopniu utlenienia. Związek ten można otrzymać poprzez reakcję chlorku złota(III) z fluorem bądź trifluorkiem bromu:
2AuCl
3 + 3F
2 → 2AuF
3 + 3Cl
2
AuCl
3 + BrF
3 → AuF
3 + BrCl
3